# Daron Acemoğlu

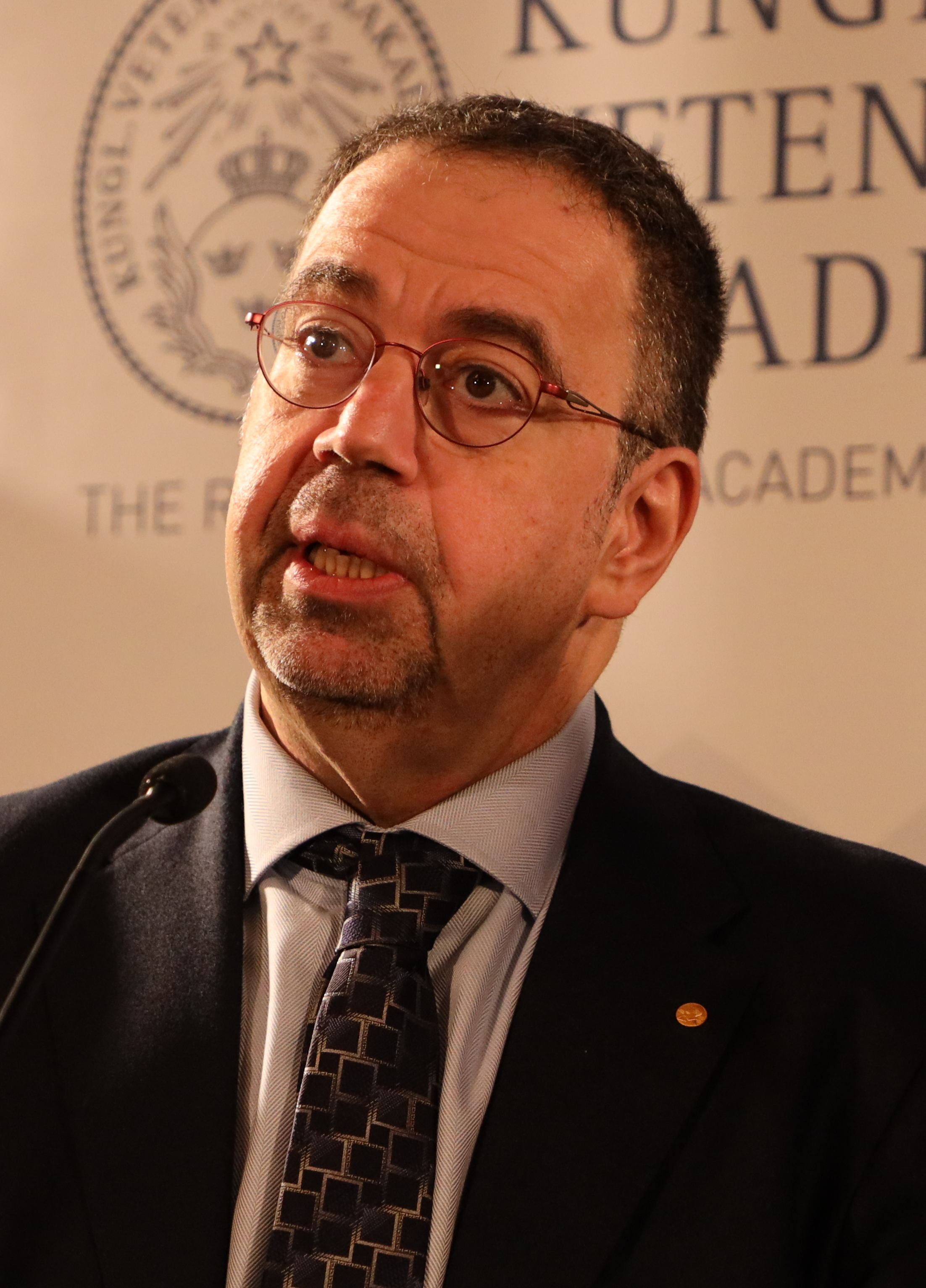
Daron Acemoğlu (2024)

Kamer Daron Acemoğlu (* 3. September 1967 in Istanbul) ist ein türkisch-amerikanischer Ökonom und Hochschullehrer armenischer Herkunft. Er lehrt seit 1993 am Massachusetts Institute of Technology (MIT) und ist dort Elizabeth and James Killian Professor of Economics. Im Jahr 2019 wurde er zum Institutsprofessor ernannt.
Acemoğlu ist besonders bekannt für seine Arbeiten zur politischen Ökonomie. Seine wissenschaftliche Motivation ist nach eigener Aussage, die Ursachen von Armut besser zu verstehen. Zusammen mit James A. Robinson verfasste er Economic Origins of Dictatorship and Democracy (2006) und Warum Nationen scheitern (2012). Letzteres ist ein einflussreiches Buch über den Einfluss staatlicher Institutionen auf die ökonomische Entwicklung von Nationen – es löste bei Veröffentlichung eine breite wissenschaftliche und mediale Debatte aus. Acemoğlu sieht sich in der politischen Mitte und befürwortet eine regulierte Marktwirtschaft. Er kommentiert regelmäßig verschiedene politische Themen, besonders Technologie, Klimawandel und wirtschaftliche Ungleichheit.
Acemoğlu gilt nach einer Umfrage unter US-amerikanischen Wirtschaftsprofessoren als einer der besten lebenden Ökonomen unter 60 Jahren. Laut IDEAS/RePEc ist er derzeit der weltweit am zweithäufigsten zitierte Wirtschaftswissenschaftler. Außerdem ist er dem Open Syllabus Project zufolge einer der am häufigsten zitierten Autoren in Lehrplänen für Universitätskurse in Wirtschaftswissenschaft. 2024 erhielt er gemeinsam mit Simon Johnson und James A. Robinson den Alfred-Nobel-Gedächtnispreis für Wirtschaftswissenschaften „für Studien darüber, wie Institutionen gebildet werden und den Wohlstand beeinflussen“.

## Leben
Acemoğlu wurde als Sohn armenischer Eltern in Istanbul geboren. Er studierte an der University of York, wo er 1989 einen Bachelor erhielt, und an der London School of Economics, wo er 1990 einen Master und 1992 einen PhD erhielt. Er unterrichtete ein Jahr lang an der LSE, bevor er ans MIT wechselte.
Acemoğlu ist Elizabeth & James Killian Professor für angewandte Ökonomik sowie Institute Professor am Massachusetts Institute of Technology. Er arbeitet außerdem beim National Bureau of Economic Research und Centre for Economic Policy Research. Von 2011 bis 2015 war Acemoglu Herausgeber der Fachzeitschrift Econometrica.

## Forschung
Als Forscher ist er insbesondere in den Bereichen Politische Ökonomie, Entwicklungsökonomik, Wachstumstheorie, Technologie, Einkommens- und Lohnungleichheit, Humankapital und Ausbildung sowie Arbeitsmarktökonomik tätig.
Sein zusammen mit Simon Johnson und James A. Robinson veröffentlichter Artikel The colonial origins of comparative development (AER, 2001) untersucht die Ursachen für Unterschiede in den Pro-Kopf-Einkommen verschiedener Länder. Der von denselben Autoren im Jahr 2002 veröffentlichte Artikel Reversal of Fortune: Geography and Institutions in the Making of the Modern World Income Distribution rief eine Debatte zwischen Acemoğlu und Jeffrey Sachs über die Ursachen von Unterentwicklung hervor. Im Unterschied zu Sachs, der Unterentwicklung vor allem auf geographische Faktoren zurückführt, vertreten Acemoğlu et al. die Ansicht, dass schlechte institutionelle Rahmenbedingungen den Hauptgrund für die Unterschiede im Grad der wirtschaftlichen Entwicklung zwischen verschiedenen ehemaligen Kolonien darstellen. Dabei haben die Kolonisatoren nach ihrer Untersuchung in den ärmeren Regionen (z. B. Australien) Institutionen für Investitionen (breitere Eigentumsrechte für die Bevölkerung) geschaffen, während in den wohlhabenderen Regionen (z. B. die früheren Gebiete der Inkas in Südamerika) eher z. B. Zwangsarbeit eingesetzt wurde und sich die Macht in der Hand einer kleinen Elite befand (sogenannte Extraktionsinstitutionen). Dadurch sei es ab dem 19. Jahrhundert zu einem umgedrehten Verhältnis zwischen ärmeren und wohlhabenderen Kolonien gekommen.
Dieser Ansatz wurde u. a. von Pranab Bardhan als zu eurozentristisch kritisiert, da er nicht die wirtschaftliche Unterentwicklung von nicht oder wenig kolonisierten Staaten wie Äthiopien, Thailand oder China zu erklären vermag.
Seit 2022 zählte der Medienkonzern Clarivate Acemoğlu aufgrund der Zahl der Zitationen zu den Favoriten auf einen Nobelpreis (Clarivate Citation Laureates), den er 2024 erhielt.

## Auszeichnungen
- 2005 John-Bates-Clark-Medaille[20]
- 2012 Nemmers-Preis für Wirtschaftswissenschaften
- 2016 BBVA Foundation Frontiers of Knowledge Award
- 2019 Weltwirtschaftlicher Preis
- 2023 A.SK Social Science Award
- 2024 Alfred-Nobel-Gedächtnispreis für Wirtschaftswissenschaften

## Mitgliedschaften
- 2005 Econometric Society[21]
- 2006 American Academy of Arts and Sciences
- 2014 National Academy of Sciences[22]
- 2021 American Philosophical Society
- 2021 British Academy

## Schriften

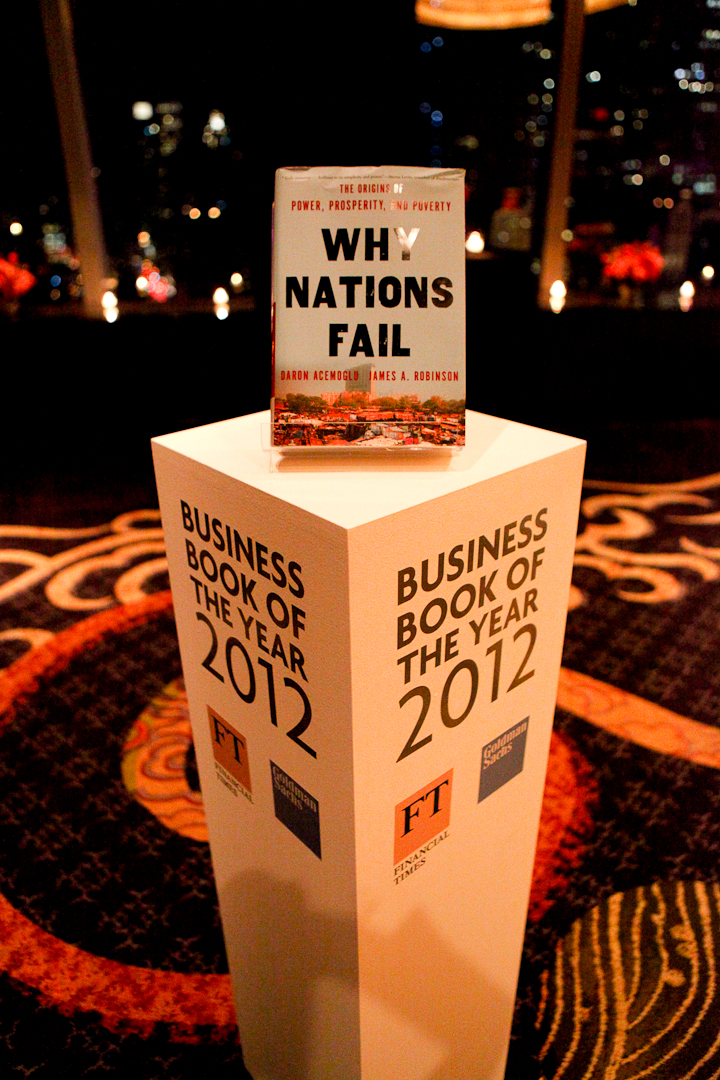
Why Nations Fail bei der Verleihung eines Buchpreises

- mit Simon Johnson und James A. Robinson: The colonial origins of comparative development. 2001.
- mit James A. Robinson: Economic Origins of Dictatorship and Democracy. 2005.
- Introduction to Modern Economic Growth. 2008.
- mit James A. Robinson: Why Nations Fail: The Origins of Power, Prosperity, and Poverty. 2012.
  - Deutsch: Warum Nationen scheitern: Die Ursprünge von Macht, Wohlstand und Armut. übersetzt von Bernd Rullkötter, S. Fischer, Frankfurt am Main 2013, ISBN 978-3-10-000546-5. (Nationen und ihr Wohlstand: Schlüssel zum Reichtum, Rezension von Christian Rickens in Spiegel Online, 7. April 2012.)
- mit James A. Robinson: The Narrow Corridor. State, Societies, and the Fate of Liberty. Penguin, New York 2019.
  - Deutsch: Gleichgewicht der Macht. Der ewige Kampf zwischen Staat und Gesellschaft. aus dem Englisch von Bernhard Jendricke et al., S. Fischer Verlag, Frankfurt am Main 2019, ISBN 978-3-10-397336-5.
- mit Simon Johnson: Power and Progress. Our Thousand-Year Struggle Over Technology and Prosperity. Public Affairs, New York 2023.
  - Deutsch: Macht und Fortschritt. Unser 1000-jähriges Ringen um Technologie und Wohlstand. Campus, Frankfurt am Main 2023, ISBN 978-3-5935-1794-0.